# Кинологические термины
Кинологические термины — лексика кинологического языка для специальных целей (англ. Language for specific purpose, LSP). 
Первыми создателями кинологической терминологии в России считаются владельцы и обслуживающий персонал псовых охот. В составе кинологической терминологии выделяют термины, относящиеся к специфическим разделам кинологии: селекции и племенному делу; выставочной экспертизе; служебной, охотничьей и спортивной кинологии; дрессировке и так далее. Кинологические термины отличаются большим числом историзмов и архаизмов, заимствований из других языков и «смежных» наук, многие термины заимствованы из иппологии.
Глоссарий построен по тематическому принципу. Внутри каждого раздела термины расположены в алфавитном порядке. В описании значения термина курсивом выделены слова, объяснение которых также приведено в глоссарии.

## Общие термины
- Кино́лог — специалист, занимающийся изучением собак[2].
- Собаково́дство — разведение, выращивание и распространение племенных собак[2].
- Экспе́рт-кино́лог — специалист, имеющий специальную подготовку и наделённый правом проводить экспертизу и судейство на выставках, испытаниях, соревнованиях, состязаниях собак[2].

## Селекция и племенное дело

### Породообразование и классификация пород
- Абориге́нная порода — порода, сформировавшаяся на базе отродий посредством «народной селекции», то есть несистематического отбора на основе, в первую очередь, пользовательских качеств собак. К ним относятся, в частности, местные отродья лаек, северных ездовых собак, среднеазиатских овчарок[3].
- Вво́дное скре́щивание — улучшение породы на стадии формирования путём единичного скрещивания с представителем иной породы[4].
- Внутрипоро́дный тип — структурная единица породы, группа собак сходных конституционных и рабочих характеристик[5].
- Врождённая реакция — генетически обусловленное поведение, которое проявляется не с момента рождения, а с возрастом; например, врождённая реакция преследования, облаивания и т. д[4].
- Группа пород — несколько пород, сходных по происхождению, экстерьеру и типу[6].
- Заводска́я порода — порода собак, целенаправленно сформированная на основе аборигенных или других заводских пород, в том числе посредством метизации. Имеет устойчивые породные признаки, описанные в стандарте породы[7].
- Интроду́кция — введение породы в новые условия, часто приводит к формированию новых породных признаков, а впоследствии новой породы[4].
- Линия — структурная единица породы: группа собак, происходящих от одного выдающегося производителя и сходная с ним по конституции, поведению, экстерьерным и рабочим качествам[5].
- Межпородные различия — типичные внешние и поведенческие признаки, отличающие данную породу от других[4].
- Отро́дье — зональный (территориальный) тип собак в породе, сложившийся на основе специфических географических и экономических факторов[5].
- Перехо́дная порода — группа аборигенных собак, с которыми ведётся целенаправленная племенная работа. После достижения достаточной стабильности приобретает статус заводской породы[7].
- Полиморфи́зм — наличие в породе двух или более генетических форм, не выходящих за пределы стандарта породы[4].
- Примити́вная порода — порода, образовавшаяся при существенном влиянии естественного отбора и минимальном участии человека. Зачастую это малочисленные естественные эндемические популяции, сопровождающие малые народы и племена[8].
- Поро́да — группа собак, имеющих общее происхождение и характерные особенности конституции, экстерьера и поведения, стойко передающиеся по наследству[2].
- Элимина́ция — исключение из генофонда породы определённых нежелательных генотипов[4].

#### Группы пород
- Борзы́е — группа пород охотничьих собак, предназначенных для травли зайцев, лисиц и волков[2].
- Го́нчие — группа пород охотничьих собак, преследующих зверя с лаем и выставляющих его на охотника[9].
- Лега́вые — группа пород охотничьих собак, обладающих способностью замирать над обнаруженной птицей или зверем[6].
- Подруже́йные собаки — собаки, предназначенные для ружейной охоты; к ним относятся легавые, спаниели и ретриверы[9].

### Генетика
- Акромега́лия — наследственная форма гигантизма[2], выраженная в увеличенной длине черепа и конечностей (борзые, доберманы)[10] (илл.).
- Акромикри́я — наследственное укорочение лицевых костей черепа (мопсообразность)[10] (илл.).
- Ахо́ндроплази́я (хо́ндриодистрофи́я) — форма карликовости, при которой приостанавливается развитие длинных костей собак, в результате чего собаки имеют короткие конечности[2] (таксы, бассеты) (илл.).
- Геноти́п — совокупность генов; совокупность наследственных признаков особи[6].
- Генофо́нд — совокупность генов породы[6].
- Гетеро́зис — увеличение проявления отдельных признаков при аутбридинге, может быть положительным (гибридная сила) или отрицательным[4].
- Гибридиза́ция — получение потомства от скрещивания собаки с животным другого вида[11].
- Лета́льный ген — ген, в гомозиготном состоянии приводящий к 100-процентной смерти носителя. Гены, приводящие к смерти в 50 % и более случаев называют сублетальными (полулетальными), менее чем в 50 % случаев — субвитальными. В гетерозиготном состоянии могут быть нейтральными, повышать или снижать выживаемость носителя[4].
- Фа́ктор Ме́рля — доминантный летальный ген, в гетерозиготном состоянии обусловливающий специфический «мраморный» окрас и другие особенности особи-носителя[12] (илл.).
- Феноти́п — совокупность особенностей экстерьера, поведения и продуктивных качеств собаки, сформировавшиеся на основе генотипа и в результате определённых условий выращивания и содержания[2].

### Племенное разведение
- Актиро́вка — осмотр кинологом чистокровных щенков в возрасте 45 дней. Проводится с целью предварительной оценки соответствия стандарту породы[2]. По результатам осмотра составляется Акт (общепомётная карточка) и оформляются метрики щенков, служащие основанием для оформления родословной.
- Алиме́нтный — щенок из помёта, которого забирает себе владелец кобеля[13], обычно в оплату за использование кобеля в вязке.
- Аутбри́динг — получение потомства от неродственных собак одной породы; обычно такие собаки не имеют общих предков в течение как минимум пяти поколений[2], межлинейное скрещивание[4].
- Ауткросс — получение потомства от собак из двух инбредных линий, не имеющих между собой родственной связи[14].
- Вязка (случка, спаривание) — акт совокупления кобеля и суки[2][13], нередко под наблюдением и при помощи человека.
- Выбрако́вка — исключение из разведения особей, не соответствующих стандарту породы[4].
- Грядки — соски суки[6].
- Дублёр — запасной кобель, подбираемый для вязки с конкретной сукой[2] на случай, если выбранный производитель по какой-либо причине не может быть использован при вязке.
- Заво́дчик — человек, занимающийся разведением собак[2], обычно владелец одной или нескольких сук.
- Заводска́я приста́вка — слово, словосочетание или аббревиатура, которые добавляются к кличкам собак одного питомника или заводчика[2]. Заводские приставки уникальны, регистрируются в международных кинологических организациях.
- Замо́к — склещивание[2]. О собаках в стадии склещивания говорят, что они «стоя́т в замке́».
- Инбри́динг — получение потомства от близкородственных особей, имеющих общих предков, распространённый зоотехнический приём для закрепления желательных породных качеств, имеющихся у производителей и их предков[2].
- Клеймо́ — метка в виде индивидуального номера, изображения, комбинации букв и цифр, нанесённая посредством татуировки на тело собаки (в зависимости от размера и особенностей строения собаки — на внутреннюю поверхность уха, внутреннюю сторону бедра, живот). Служит для идентификации собаки[15] (илл.).
- Кобе́ль — самец собаки.
- Контро́льная вязка — повторная вязка тех же производителей, обычно производится через сутки или двое суток после первой[2]. Позволяет повысить вероятность зачатия.
- Крипто́рх — кобель, у которого при половом созревании не опустились в мошонку один (односторонний крипторх) или оба (двусторонний крипторх) семенника. Порок предположительно генетического происхождения[6].
- Лайнбри́динг — форма инбридинга, получение потомства от родственных собак, у которых в третьем-четвёртом поколении имеется общий предок[2].
- Мети́с — собака, полученная от скрещивания собак двух разных пород[2].
- Однокоры́тники — собаки, выращенные и воспитанные вместе, вскормленные из одной кормушки[16].
- Однопомётники — братья и сёстры, родившиеся в одном помёте[2].
- Переде́ржка — временное содержание собаки у другого лица или в специальной организации (питомнике, клинике)[2].
- Петля́ — наружные половые органы суки[6].
- Полуси́бсы — потомки, имеющие одного общего родителя (мать или отца)[2], неполнородные братья и сёстры.
- Помёт — щенки, родившиеся в один срок от одних родителей[2].
- Породистая собака — чистокровная собака[2], происходящая от чистокровных родителей одной породы.
- Препоте́нтный — производитель (кобель или сука), способный с любыми партнёрами давать потомство, похожее на себя[2].
- Производитель (производительница) — чистокровная собака (кобель или сука), записанная в родословную книгу и используемая для разведения[2].
- Пусто́вка (течка, пора́) — период половой активности в гормональном цикле суки, когда она готова к вязке[2] и зачатию. Сопровождается кровянистыми выделениями.
- Развязать — первый раз случить суку или кобеля[2].
- Родословная — происхождение собаки; документ, схематично описывающий происхождение собаки и свидетельствующий о её чистопородности[2], выдаётся на основе акта о вязке и родословных родителей собаки[9] (илл.).
- Си́бсы — потомки одних родителей[2], полнородные братья и сёстры, как от разных помётов, так и однопомётники.
- Скре́щивание — спаривание собак разных пород. Как метод разведения применяют скрещивание поглотительное, вводное, воспроизводительное и переменное[11].
- Су́ка — самка собаки.
- Улучша́тель — кобель, со всеми суками дающий потомство высокого (лучше, чем у других производителей) качества[17].
- Ухудша́тель — кобель, дающий потомство хуже, чем их матери. Использование ухудшателей в разведении нецелесообразно[17].
- Чип (микрочип) — заключённая в капсулу из биостекла микросхема, содержащая цифровой код, позволяющий однозначно идентифицировать животное при сканировании. Вживляется собаке подкожно с помощью специального одноразового шприца[18].
- Чистокро́вная (чистопородная) — собака, отец и мать которой принадлежат к одной породе[2]
- Щенок — детёныш собаки.

## Кинологическая деятельность

### Служебная кинология
- Апорти́ровать — подносить предмет дрессировщику, приносить дичь к ногам охотника[2].
- Дрессиро́вка — целенаправленное обучение собаки, выработка у собак навыков, необходимых для управления их поведением и выполнения ими нужных действий по указанию человека[19].
- Защитно-караульная служба (ЗКС) — курс дрессировки, применявшийся в СССР[9].
- Караульная служба (КС) — курс дрессировки служебных собак для охраны имущества и территории[20].
- Оби́диенс (англ. Obedience) — общедисциплинарная дрессировка, а также соревнования по послушанию[2][21].
- Общий курс дрессировки (ОКД) — национальная система дрессировки собак в СССР; дрессировка крупных и средних собак для выработки навыков послушания и выполнения простейших команд[9].
- Охрана вещи — умение собаки не дать постороннему возможности забрать вещь, оставленную дрессировщиком, навык курса ЗКС[2].
- Парфо́рс — строгий ошейник, обычно с колючками на внутренней поверхности[6].
- Поно́ска (апо́рт) — предмет для обучения собаки апортированию[6].
- Поисково-спасательная служба (ПСС) — поиск собаками людей, пострадавших от стихийных бедствий и катастроф, используя чутьё и слух, без поиска по следу[22].
- Управляемая городская собака (УГС) — общий курс послушания в условиях города для собак-компаньонов[2].

### Охота
- Ано́нс (работа с докладом) — возвращение легавой собаки, отыскавшей дичь, к охотнику. Не спугнув дичь, собака ведёт охотника прямо к ней[2][6].
- Аппели́стость (позы́вистость) — качество легавой или гончей собаки. Аппелистая собака безотказно и быстро приходит на зов охотника[2].
- Брать по месту — правильная хватка зверя норной или гончей собакой: за горло, шею, щёку, ухо[16].
- Вдобор (нареч.) — о преследовании зверя собакой: по свежему следу, когда зверь не виден собаке (ср. навзрячь)[23].
- Верхова́я работа, верховая слежка — работа лайки верхним чутьём по мелкому пушному зверю, идущему по верхней части кроны[2].
- Верхочу́тость — работа гончей не по следу, а верхним чутьём[24].
- Ве́жливая — послушная собака[6].
- Выжле́ц — гончий кобель; выжло́вка — гончая сука[2].
- Высво́ривание — дрессировка борзых[25].
- Вязкость — упорство гончей в преследовании зверя, а также старание отыскать его, если след потерян[24].
- Добы́чливость — умение гончей собаки добыть, найти зверя[24].
- Жа́дность к зверю — способность преследовать зверя упорно, в любом месте и в любое время[16].
- Зло́ба — качество зверовой собаки: агрессивность к зверю, готовность нападать на него[9].
- Лежачая стойка — напряжённая лежачая поза собаки, обнаружившей дичь, свойственна английским сеттерам[6].
- Мягкий при́кус (мягкая пасть) — умение охотничьей собаки подавать дичь осторожно, не помяв и не повредив её[2].
- Навзря́чь (по-зрячему) (нареч.) — о преследовании зверя собакой: когда зверь виден собаке (ср. вдобор)[23][2].
- Наго́нка — обучение гончей и развитие её врождённых охотничьих качеств[26].
- Ната́ска — обучение молодой собаки (легавой, лайки) охоте на дичь[2].
- Несто́мчивость — качество гончей собаки, неутомимость[24].
- Пара́тость[27] (пора́тость[28]) — скорость, быстрота преследования[24].
- Пода́ча — способность собаки приносить охотнику подстреленную дичь[2] (илл.).
- Подача под выстрел — вспугивание птицы, энергичное движение легавой собаки со стойки по команде охотника, чтобы затаившаяся птица взлетела[2].
- Подсоко́лья — собака, применяемая в охоте совместно с хищными птицами[9].
- Пои́мистость — способность собаки ловко схватить добычу[16].
- Пойнтиро́вка — точное указание места нахождения дичи легавой собакой[2].
- Пола́з — поиск гончей собакой зверя или его следа[2][24].
- Полазистость — умение собаки обнаруживать зверя[29][30].
- Полевы́е испыта́ния — проверка рабочих качеств охотничьей собаки в поле[6].
- Прие́здка — дрессировка гончих[31].
- Притра́вка — обучение собак охоте на зверя, обычно производится по подсадному зверю: медведю, лисице, зайцу[9].
- Пустобрёх (пустозвон) — гончая, подающая голос без следа, впустую[2].
- Пустолайство — свойство собаки лаять без причины[29].
- Ровность ног — одинаковая быстрота смычка или стаи гончих при преследовании зверя[26].
- Сва́льчивость — способность гончей присоединяться к гону других собак[24].
- Свечи — прыжки спаниеля в высокой траве для ориентировки на местности[9].
- Сво́ра — специальный поводок, на котором водят борзых; группа 2-4 борзых, приученных ходить на одном поводке и ловить зверя сообща[25].
- Ска́лываться — терять след зверя[2].
- Смычо́к — два ошейника, соединённых между собой; пара гончих на смычке[2].
- Стойка — напряженная поза, в которой замирает легавая собака перед затаившейся дичью[2] (илл.).
- Хватка — прием зверя собаками, укус[2].
- Челно́к — движение собаки при поиске дичи попеременно то вправо, то влево против ветра; считается наилучшей манерой поиска для легавых и спаниелей[6].
- Чутьё — обоняние; оконечность носа[2].

### Кинологический спорт
- Аджи́лити (англ. Agility) — спортивные соревнования, в которых собаки-участники должны безошибочно преодолеть последовательность различных препятствий[2].
- Байк-джо́ринг (англ. Bikejoring)— соревнования ездовых собак, впряжённых в велосипед[32].
- Борзодро́м (кинодро́м) — сооружение для соревнований и тренировки по бегу за механическим зайцем[2].
- Вейтпуллинг — соревнования по перетаскиванию тяжестей или буксировке гружёной тележки[32].
- Джа́мпинг (англ. Jumping) — соревнования, заключающиеся в прохождении прыжковой трассы, не имеющей контактных препятствий[2].
- Ка́никро́сс (англ. Canicross) — бег с собакой, поводок которой прикреплён к поясу спортсмена[32] (илл.).
- Ку́рсинг (англ.  lure coursing) — собачьи бега, соревнование на резвость в погоне за механическим зайцем[33].
- Скиджо́ринг (англ. skijoring) — спортивная буксировка лыжника[34].
- Флайбо́л (англ. Flyball) — спортивная командная эстафета с мячом и препятствиями[35].
- Фри́сби[вд] (дог-фрисби, англ. Dog-frisbee) — спортивное соревнование по ловле летающего диска[36] (илл.).
- Фриста́йл — вид спорта, разновидность танцев с собаками, призван продемонстрировать умение собаки слышать музыку и выполнять под неё выученные танцевальные фигуры[2].

## Экспертиза на выставках собак

### Общие термины
- CAC (фр. Certificat d'Aptitude au Cahmpionat) — сертификат кандидата в национальные чемпионы по системам FCI и UCI[англ.], выставочный титул[9].
- CACIB (фр. Certificat d'Aptitude au Cahmpionat International de Beaute) — сертификат кандидата в международные чемпионы по системе FCI, выставочный титул[9].
- UKCIB — сертификат кандидата в международные чемпионы (по системе UCI)[9].
- Бонитиро́вка — комплексная качественно-количественная оценка собак по экстерьеру, племенным и рабочим качествам (служебным, охотничьим), по качеству потомства[2][6].
- Вы́водка — зоотехническое мероприятие по осмотру и оценке молодняка[9].
- Вы́ставка собак — зоотехническое мероприятие, при котором оценивают соответствие стандарту породы экстерьера собак и сравнивают их для выявления лучших представителей[9] (илл.).
- Дефе́кт — грубое отклонение в организме или поведении собаки, которое ведёт к снижению рабочих качеств или ухудшению экстерьера[6].
- Дисквалификация — исключение породистой собаки из разведения вследствие имеющихся у неё серьёзных дефектов здоровья, сложения, психики, рабочих качеств[2].
- Недостаток — умеренно выраженный признак экстерьера, нетипичный для породы[6].
- Поро́к — недопустимое отклонение экстерьера, психики или отдельной стати собаки от требований стандарта породы. Является основанием для дисквалификации, особи с пороками не могут быть допущены к разведению[2].
- Ринг — площадка на территории выставки собак, где происходит экспертиза экстерьера собак[2].
- СС — сертификат соответствия, выставочный титул[2].
- Станда́рт поро́ды — документ, описывающий требования к конституции и экстерьеру, наиболее характерные и желательные черты данной породы[2].
- Стать — часть тела собаки[2].
- Экстерье́р — внешний вид собаки[2].

### Стати собаки
| | | \| 1 — Спинка носа. 2 — Мочка носа. 3 — Морда. 4 — Скулы. 5 — Горло. 6 — Стоп. 7 — Лоб. 8 — Уши. 9 — Затылочный бугор. 10 — Шея. 11 — Холка. 12 — Спина. 13 — Поясница. 14 — Круп. 15 — Хвост. 16 — Форбру́ст. \| 17 — Грудь. 18 — Живот. 19 — Пах. 20 — Лопатка. 21 — Плечо. 22 — Локоть. 23 — Предплечье. 24 — Запястье. 25 — Пясть. 26 — Лапа. 27 — Седа́лищный бугор. 28 — Бедро. 29 — Колено. 30 — Голень. 31 — Скака́тельный сустав. 32 — Плюсна́. \| |
| 1 — Спинка носа. 2 — Мочка носа. 3 — Морда. 4 — Скулы. 5 — Горло. 6 — Стоп. 7 — Лоб. 8 — Уши. 9 — Затылочный бугор. 10 — Шея. 11 — Холка. 12 — Спина. 13 — Поясница. 14 — Круп. 15 — Хвост. 16 — Форбру́ст. | 17 — Грудь. 18 — Живот. 19 — Пах. 20 — Лопатка. 21 — Плечо. 22 — Локоть. 23 — Предплечье. 24 — Запястье. 25 — Пясть. 26 — Лапа. 27 — Седа́лищный бугор. 28 — Бедро. 29 — Колено. 30 — Голень. 31 — Скака́тельный сустав. 32 — Плюсна́. | |

### Оценка экстерьера

#### Общий вид и пропорции
- Бала́нс — гармоничное и пропорциональное сочетание частей и форм тела собаки[37].
- Высокоперёдость — строение собаки, при котором уровень холки находится заметно выше крупа; линия верха собаки наклонная от холки к крупу[2].
- Высокопоро́дная собака — представитель породы, соответствующий всем требованиям стандарта и современному типу породы, в отличной кондиции[2].
- Загру́женная (перегруженная) — собака в избыточной кондиции, перекормленная[2].
- Половой диморфи́зм — различия между самцом и самкой одной породы по некоторым признакам экстерьера и поведения[2]. Требуется стандартом большинства пород. При экспертизе отмечаются «мужественность» кобелей и «женственность» сук, недостатком является «кобель в сучьем типе» («в сучьих ладах»), «сука в кобелином типе» (илл.).
- Ко́бби — тип сложения: плотный, крепкий, кряжистый, коренастый, невысокого роста[37].
- Компа́ктность — формат, приближенный к квадратному, правильное соотношение длин грудной клетки, поясницы и крупа[2].
- Конди́ция — физическое состояние собаки[2]. У здоровых собак различают рабочую, тренировочную, племенную, заводскую и выставочную кондиции. Используются также понятия истощённой и избыточной кондиции[38].
- Конститу́ция — общее строение организма собаки, включая особенности анатомического строения[2]. Основные типы конституции: грубый, сырой, крепкий, сухой, нежный[39].
- Кости́стость — степень развитости скелета (костяка) собаки. Численно оценивается индексом костистости: обхват пясти, делённый на высоту в холке и умноженный на сто[2].
- Лад — охотничье название совокупности статей собаки[6].
- Низкоперёдость (высокозадость) — строение собаки, при котором уровень холки ниже уровня крестца[2].
- Призе́мистая — собака, у которой расстояние от земли до локтя меньше, чем глубина груди[2].
- Поджа́рая — сухая, мускулистая, стройная собака с подтянутыми боками и подобранным животом[2].
- Поро́дность — яркое проявление признаков, характерных для желательного типа породы[2].
- Проме́ры — точные измерения длины, высоты, глубины и объёма груди и т. д.[37]
- Растя́нутость — сложение собаки, характеризующееся длинным корпусом в сравнении с высотой[2]; недостаток сложения корпуса в виде излишне длинной поясницы по сравнению с грудным и крестцовым отделами.
- Рост (высота в холке) — расстояние от высшей точки спины (холки) до земли, измеренное по вертикали[2].
- Темперамент — врождённый тип нервной системы[6].
- Типичность — соответствие собаки основному типу породы, отсутствие у собаки несвойственных породе признаков[1].
- Форма́т — соотношение длины туловища и высоты в холке (роста собаки). Численно оценивается индексом растянутости: может быть квадратным (индекс равен 100), растянутым (индекс более 100), укороченным (индекс менее 100)[2].
- Цыба́стость (вздёрнутость на ногах) — высокий тип сложения, обусловленный длинными ногами (высоконогость) или недостаточной глубиной грудной клетки[37].

#### Голова
- Плоскости головы — условные линии, характеризующие взаимное расположение верхней части черепа и морды при взгляде в профиль, могут быть параллельными, расходящимися, сходящимися[37].

Череп
- Брахицефа́л — собака с формой черепа, имеющей широкое основание и малую длину. Примеры брахицефальных пород: бульдог, мопс[37].
- До́лихоцефа́л — собака с формой черепа, имеющей узкое основание и большую длину. Примеры долихоцефальных пород: колли, русская псовая борзая[37] (илл.).
- Затылочный бугор — верхний задний выступ затылочной кости[2], у разных пород может быть выраженным в разной степени.
- Куполообразная (яблокообразная) — голова с излишне выпуклым черепом[2].
- Ме́зоцефа́л — собака с формой черепа, длина и ширина которого приблизительно одинаковы (лайка, спаниель)[37].
- Прило́бистая — голова с выпуклым лбом, резко возвышающимся над мордой[2].
- Родничо́к — незаросший участок в черепе вследствие неполного смыкания костей черепа. Недостаток развития собаки, до недавнего времени теменной родничок считался характерным признаком собак породы чихуахуа[37].

Морда
- Бры́ли — верхние губы, задняя часть которых свободно свисает по бокам нижней челюсти[6].
- Морда — лицевая часть головы от лба до мочки носа. Образуется челюстями и носовыми костями. Может быть длинной (длиннее лба) и короткой (короче лба)[2].
- Перехо́д (стоп) — граница лобной кости и спинки носа, переход ото лба к морде. Может быть выраженным или сглаженным, резким или плавным, коротким или длинным. Глубокий, резко выраженный переход называют переломом[2][40].
- Подбру́док — слегка отвислая шкура под гортанью[16].
- Срединная борозда (желобок, бороздка) — продольная канавка от срединной части черепа, проходящая по лбу и морде к носу, может быть короткой (между глазами) или длинной; требуется стандартом некоторых пород (веймаранер)[37] (илл.).
- Щипе́ц — охотничье название морды, часть головы от глаз до кончика носа[2].

Мочка носа
- Бабочка (пятнистый нос, пёстрый нос) — пёстрый, частично непигментированный нос. Характерен для собак мраморного окраса, у собак других окрасов нежелателен[37] (илл.).
- Вощо́к (вощёк) — охотничье название мочки носа[16].
- Зимний (снежный) нос — термин для обозначения тёмного носа, который зимой светлеет[37] (илл.).

Глаза
- Бельмова́тые (рыбьи, мраморные, серебряные, фарфоровые) — глаза с неравномерно окрашенной радужной оболочкой, вследствие влияния фактора Мерля[37] (илл.).
- Третье веко (полулунная складка) — вертикальная складка слизистой оболочки у внутреннего угла глаза[2].
- Хищные (ястребиные) — глаза янтарного или жёлтого цвета с особенным суровым выражением[37].

Уши
- Вершина — верхняя часть уха лайки[13].
- Затя́нутые уши (роза) — небольшие висячие уши, отогнутые назад и вывернутые[37].
- Купи́рованные — уши, часть ушной раковины которых ампутирована щенку в возрасте 2,5 — 4 месяцев[2]. Традиционно уши купируются собакам некоторых пород (пинчер, немецкий боксёр и др.), но в ряде стран купирование запрещено.
- Полувисячие (полустоячие, поднятые) уши — стоячие уши с висячими кончиками[37].
- Постав ушей — высокое (высокий постав, выше уровня глаз) или низкое (на уровне глаз и ниже) причленение ушной раковины к голове. Широко поставленными называют уши, расположенные далеко друг от друга[37].
- Пуговица — полустоячие уши, верхняя часть которых спадает вперёд в направлении глаза и полностью или частично закрывает наружный слуховой проход[37] (илл.).

Зубы
- Бульдожина (бульдожий прикус) — строение челюстей, при котором не только резцы, но и клыки нижней челюсти резко выступают вперёд, за линию верхних резцов, при этом зубы нижней аркады видны даже при сомкнутых челюстях. Образуется вследствие укорочения и недоразвитости лицевых костей черепа. Является породным признаком брахицефалических пород (бульдог)[2][41].
- Гипердонти́я (полиодонти́я) — излишек зубов. Выражается в наличии лишних премоляров или резцов верхней челюсти[42].
- Заце́пы — резцы, расположенные по центру[43].
- Зубная формула — количество зубов разного вида и предназначения: резцы, клыки, премоляры и моляры. Полная зубная формула собаки включает 42 зуба, при неполной формуле какие-либо зубы отсутствуют[2].
- Клещеобразный (прямой) при́кус — прикус, при котором верхние и нижние резцы при смыкании челюстей упираются друг в друга[2]. В ряде пород считается нормальным[41].
- Недоку́с (подуздова́тость, акулья пасть) — прикус, при котором резцы нижней челюсти не доходят до линии верхних резцов и между ними остаётся промежуток. Является следствием недоразвитости нижней челюсти. Считается дефектом для всех пород[2].
- Клыки — крупные зубы конической формы, расположенные за резцами. При правильном строении челюсти клыки сходятся в замок[2]. Недостатком являются клыки, упирающиеся в дёсны.
- Моля́ры — коренные постоянные зубы. У собак по два моляра на каждой стороне верхней челюсти и по три на каждой стороне нижней челюсти[2].
- Неполнозубость (олигодонтия) — отсутствие одного или нескольких зубов[42].
- Ножницеобразный при́кус — прикус, при котором резцы нижней челюсти передними поверхностями примыкают к задней стороне верхних резцов[2], а клыки входят в замок[41]. Нормальный прикус для большинства пород.
- Обратный ножницеобразный прикус — прикус, при котором при закрытой пасти внутренние поверхности нижних резцов входят в контакт с наружной поверхностей верхних. Образуется, когда вследствие большей длины нижней челюсти нижние резцы слегка выдвинуты вперёд[37].
- Окра́йки — резцы, расположенные по краям челюстей, непосредственно перед клыками[43].
- Переку́с — прикус, при котором резцы нижней челюсти выдвинуты вперёд за линию верхних зубов[2]. Перекус может быть без отхода (плотный) или с отходом. Перекус с очень большим отходом образует бульдожину[41].
- Плотоя́дные (секу́щие) зубы — самые крупные массивные зубы: четвёртый в верхней челюсти и пятый в нижней, считая от клыков. Плотоядные зубы верхней челюсти относятся к премолярам, нижней — к молярам[44].
- Премоля́ры — предкоренные зубы, находятся между клыками и молярами[2].
- При́кус — форма смыкания челюстей и зубов, положение сомкнутых зубов при сжатых челюстях[2].
- Резцы — передние шесть зубов в верхней и нижней челюстях[2], предназначены для откусывания (отрезания)[43]. Ряд резцов заканчивается с двух сторон клыками.
- Чумны́е зубы — зубы с небольшой дистрофией эмали, вследствие перенесённого инфекционного заболевания[45].

#### Корпус
- Коло́дка — охотничье название корпуса собаки[2].

Шея
- Вы́ход шеи — расположение шеи по отношению к лопатке[46].
- Подве́с — свободная отвислая кожа на горле и шее, обычно образующая складки[6].
- Поста́в шеи — положение шеи по отношению к горизонту, может быть средним (около 45 градусов к горизонту), высоким и низким[47][1].

Линия верха
- Горбатая (сгорбленная, верблюжья) спина — спина, имеющая форму дуги. Для некоторых пород является правилом (левретка, бедлингтон-терьер)[48].
- Круп — часть спины от поясницы до хвоста, образованная тремя сросшимися крестцовыми позвонками, костями таза и тазовой мускулатурой[2].
- Линия верха — верхняя линия корпуса собаки, включает холку, спину, поясницу и круп[2].
- Мягкая спина — умеренно впалая, вялая, прогнутая спина[37].
- Напру́жина — выпуклая поясница[16].
- Пересле́жина — провислость спины в области диафрагмального позвонка[2][49].
- Поясница — участок линии верха от грудной клетки до крестца. Включает семь позвонков и прикрепленную к ним мускулатуру[2].
- Свод спины — часть линии верха от холки до основания хвоста. Включает спину, поясницу и круп[2].
- Спина — верхняя часть корпуса от холки до поясницы[2], соответствует грудному отделу позвоночника[49].
- Степь — охотничье название длинной прямой спины у борзой собаки[16].
- Хо́лка — участок линии верха над лопатками[2], образованный остистыми отростками первых грудных позвонков, верхними выступами лопаток и сильной мускулатурой[46].

Грудь, грудная клетка
- Бочкообразная — грудная клетка почти круглой формы в поперечном сечении[2]. Для большинства пород является недостатком.
- Киль — специфичная для такс и бассетов округлая форма грудины, напоминающая киль лодки[37].
- Лещева́тая — узкая, сжатая с боков грудь[2].

Линия низа
- Пашистость — слабо подтянутый живот, расположенный ближе к паху[16].
- Подры́в (подхва́т) — резкая, крутая линия перехода от груди к подтянутому животу[2].
- Прибрю́шистость — опущенный живот без подхвата[2].

#### Конечности
- Бочкообразный поста́в задних конечностей — положение задних конечностей, при котором скакательные суставы вывернуты в стороны наружу, а плюсны и лапы повернуты вовнутрь[2], является недостатком.
- Вы́вернутые локти — локти, сильно отведённые от вертикальной поверхности грудной клетки наружу[2]. Являются недостатком, нередко обусловливают косолапость.
- Заячья (русачья) лапа — удлиненная по форме лапа с удлиненными пальцами[2], типична для русской псовой борзой.
- Козине́ц — дефект постава передних конечностей, при котором запястье и пясть выгнуты вперёд[2].
- Коровий поста́в, коро́вина — постав задних конечностей, при котором скакательные суставы сближены, а плюсны развернуты наружу[2].
- Косола́пость — постав передних конечностей, при котором локти вывернуты наружу, а пясти — вовнутрь[2].
- Кошачья (круглая) лапа — маленькая круглая лапа со сводистыми плотно сжатыми пальцами[2].
- Лапа в комке́ — лапа с плотно собранными пальцами, имеющими хорошо выраженный свод, пружинящими при беге[2].
- Мягкая пясть — излишне наклонная и слабая пясть[2]. Недостаток может быть заметен в стойке и в движении.
- Плоская (мягкая) лапа — пальцы выпрямлены и не имеют свода, при беге удары лапы о землю жёстко передаются на другие суставы конечности, разрушая их[2].
- Плюсна́ — нижняя часть задней конечности между голенью и лапой[2].
- Поползшая лапа — строение лапы, при котором собака вынуждена стоять на заднем мякише, когти при таком поставе не касаются земли[2].
- Прибылы́е пальцы — рудиментарные дополнительные пальцы на задних конечностях. Могут быть соединены с плюсной или быть свободными[2]. Наличие прибылых пальцев, иногда даже нескольких, является породным признаком для некоторых пород (босерон, пиренейская горная собака) (илл.).
- Прямые углы — большие, чем желательно, углы сочленений суставов[37].
- Пясть — отдел передней конечности, между лапой и предплечьем[2].
- Размёт — положение пястей, при котором одна или обе лапы направлены в стороны, при этом локти могут быть вывернуты по направлению к грудной клетке[2]. Является недостатком.
- Распу́щенная лапа — лапа с растопыренными пальцами[2].
- Сабли́стый постав — дефект задних конечностей, при котором из-за излишне большого угла между голенью и плюсной нога имеет саблевидную форму[2].
- Скака́тельный сустав — сочленение костей голени и плюсны[2].
- Сочлене́ние — соединение двух или более костей, образующих сустав[37].
- Углы сочлене́ний (углы) — углы, образуемые костями в суставах (плече-лопаточных, скакательных, тазобедренных и т. п.)[2].
- Узкий поста́в задних конечностей — постав, при котором скакательные суставы и плюсны излишне сближены[2].
- Широкий поста́в передних конечностей[2] — недостаток, связанный с бочкообразной грудной клеткой, слишком наклонным положением лопаток, чересчур широкой грудью.

#### Хвост
- Бе́личий — заваленный на спину изогнутый хвост[2].
- Весёлый — хвост, поднятый выше линии спины. Может быть достоинством или недостатком, в зависимости от породы[37].
- Гон — охотничье название хвоста гончей собаки[2].
- Зало́м (излом) — изгиб или смещение позвонков хвостового отдела позвоночника, серьёзный недостаток, дисквалифицирующий порок для многих пород собак[2].
- Купи́рованный — хвост, ампутированный щенку в возрасте 3-5 дней. Купирование хвоста предусмотрено стандартами некоторых пород[2], но в ряде стран запрещено.
- Куцый (бобтейл) — от природы короткий или отсутствующий хвост[13].
- Прави́ло — охотничье название хвоста некоторых пород собак[2], характеризует хвост, помогающий собаке поворачивать на бегу или на плаву[37].
- Перо́ — охотничье название хвоста у длинношёрстных легавых[2].
- Прут — охотничье название хвоста у некоторых легавых[2] (преимущественно гладкошёрстных).

#### Шерсть
- Ба́ки — густая торчащая шерсть на скулах[16].
- Борода — удлиненная щетинистая шерсть на морде жесткошёрстных собак, придаёт голове характерную прямоугольную форму[2] (илл.).
- Брови — торчащая жёсткая шерсть, образующая пучки над глазами жесткошёрстной собаки[2] (илл.).
- Бруда́стая — собака, имеющая бороду и усы, термин относится к жесткошёрстным породам[6] (илл.).
- Бу́рки — длинная волнистая шерсть на висячих ушах некоторых пород борзых[2] (илл.).
- Ва́ленки — более длинная шерсть на ногах у жесткошёрстных терьеров[2].
- Вибри́ссы — жёсткие толстые волосы на морде собаки, расположенные на определённых местах на губах, щеках, надбровьях, под подбородком. Выполняют осязательную функцию[2].
- Вуаль (завеса, зонтик) — чёлка, свисающая на глаза[37] (илл.).
- Гре́бень (ридж) — участок волос, растущих в противоположном направлении по сравнению с окружающей шерстью. Встречается у разных пород. Расположение и форма риджа регламентированы стандартом для пород родезийский риджбек, тайский риджбек[37] (илл.).
- Гри́ва — удлинённая шерсть на шее собаки[2].
- Козья шерсть — лохматая, длинная, прямая, не прилегающая к телу[2].
- Одетая — собака в полной шерсти[2].
- Очёсы (бахрома) — длинный украшающий волос на ушах, снизу на шее и груди (воротник), на конечностях, особенно задних (штаны) и на хвосте (подвес)[2][37].
- Подве́с — удлинённая свисающая шерсть на хвосте, например, у сеттера[6].
- Подшёрсток (нижняя рубашка, подпушь) — нижний слой шёрстного покрова: обычно короткая, мягкая и густая шерсть, прикрытая остевым волосом[2].
- Псо́вина — охотничье название шерсти борзых, гончих и других охотничьих собак[2].
- Раздетая — собака с поредевшей шерстью после линьки, родов и кормления щенков, болезни[2].
- Разли́нька — период интенсивной смены шёрстного покрова[2].
- Руба́шка — шёрстный покров[13]. У собак с двойной шерстью различают верхнюю рубашку (покровные и остевые волосы) и нижнюю рубашку (подшёрсток).
- Убо́рная (украша́ющая) шерсть — длинные шелковистые покровные волосы[2], образующие очёсы и гриву.
- Шерсть (волос) с надломом — особая форма покровного волоса у жесткошерстных норных терьеров, резкая изогнутость волоса у основания обеспечивает плотное прилегание шерсти к туловищу[2], защиту от грязи и намокания.
- Штаны (бриджи, брюки, кюло́ты) — окаймление из длинной шерсти сзади на бедрах и голенях[37].

#### Окрас
- Арлеки́н — специфический чёрно-белый мраморный окрас немецкого дога[2].
- Барсу́чий (бобровый, блэ́ро, заячий, яшма) окрас — смесь белых, серых, коричневых и чёрных волос в разных пропорциях, пёстрые отметины[37].
- Бельтон — традиционное название крапчатого окраса английского сеттера. В зависимости от цвета крапа различают блю-бельтон (чёрный крап), лемон-бельтон (жёлтый крап), оранж-бельтон (рыжий крап), ливер-бельтон (коричневый крап)[2].
- Бриллиант (отпечаток пальца) — тёмная отметина на лбу бежевых мопсов, желательная особенность окраса[37].
- Бурма́тный — традиционное для русской псовой борзой название полового с тёмным «налётом» окраса[2].
- Бусо́й — бурый или тёмно-коричневый, напоминающий соболя, окрас лайки[2].
- Волчий (зона́рный, агу́ти) — окрас, образованный чередованием в волосе пигментированных и неокрашенных участков[2].
- Домино (вдовий пик) — расцветка головы в виде светлой обратной маски[37].
- Зага́р — желтоватый оттенок шерсти белых собак[2].
- Звезда — маленькая белая отметина на лбу[37].
- Изабе́лла — бледно-жёлтый, желтовато-коричневый осветлённый окрас[37].
- Карандашные отметки — чёрные линии вдоль верхней поверхности пальцев у чёрно-подпалых собак[37].
- Крап (побрызг) — мелкие пятна на белом фоне[2].
- Ломающийся (просветляющийся) — окрас в переходную фазу от щенячьей к взрослой шерсти у пород, меняющих цвет шерсти с возрастом[37].
- Маска — чёрная (тёмная) морда у собак светлого окраса, у борзых называется мазуриной[2].
- Мраморный — специфический окрас с небольшими пятнами, равномерно распределёнными по всему корпусу[2], обусловлен наличием фактора Мерля в генотипе собаки (илл.).
- Муру́гий — тёмно-рыжий окрас с тёмными или чёрными кончиками остевых волос[2].
- Нарядный — красивый, эффектный, яркий окрас[2].
- Нацве́ты — вкрапления рыжих волос (под мышками, на бёдрах, на груди) у собак чёрно-подпалого окраса[2].
- Окра́с — цвет шерсти собаки[2].
- Олений окрас — желтовато-коричневорыжий цвет шерсти с темными концами волос на загривке, спине и с более темными, чем основной окрас, ушами[2].
- Пегий — окрас с крупными белыми пятнами (пежинами)[6].
- Перец с солью — смесь чёрных, белых и частично окрашенных волос, характерный окрас для шнауцеров[37].
- Подла́сый — окрас, при котором цвет шерсти постепенно светлеет по направлению от спины к животу[2].
- Подпа́лины (подпа́л) — рыжие или кирпичного цвета пятна характерного рисунка[2], расположенные на подбородке, щеках, бровях, под хвостом и в нижней части конечностей, на груди образуют треугольники.
- Прото́чина — белая полоса на морде, от лба к носу[6].
- Семечки (дынные семечки) — рыжие пятна над глазами у собак подпалого окраса[37].
- Соболиный окрас — цвет шерсти от рыжего до красно-коричневого, с характерными тёмными концами волос[2].
- Триколо́р — трёхцветный окрас, сочетание белого, рыжего и чёрного цветов[37].
- Чалый — окрас, при котором среди окрашенных волос равномерно вкраплены белые волосы, создающие характерный эффект ослабленного или подёрнутого сединой окраса[2].
- Чепра́к (плащ, ма́нтия) — чёрный, серый, коричневый окрас верхней части туловища; кажется попоной, наброшенной на спину и бока собаки[2].

### Движения
- Аллю́р (по́ступь) — манера движения собаки. Основными аллюрами собак являются шаг, медленная иноходь, иноходь, рысь, кентер, галоп[2].
- Близкие (сближенные) — движения, при которых передние или задние конечности перемещаются слишком близко друг к другу[2].
- Гало́п — трёхтактный аллюр, характерный для собак квадратного формата. Скачкообразные движения в галопе имеют безопорную фазу[2] (илл.).
- «Гусиный шаг» — подчёркнуто высокий подъём передних конечностей при шаге или рыси[2].
- Засе́чка — вид поступи на рыси, когда задние лапы натыкаются на передние[2], собака «засекает». Движение с засечкой свидетельствует о недостатках в анатомическом строении собаки.
- И́ноходь — тип аллюра, при котором передняя и задняя лапы на одной и той же стороне движутся в одной фазе, как пара. Обычно иноходь нежелательна, но иногда оговаривается стандартом как породный признак (бразильский фила)[37].
- Карье́р — самый быстрый аллюр, при котором последовательность шагов, характерных для галопа, дополняется сгибанием туловища в пояснице, при этом задние конечности выносятся впереди передних[2].
- Ке́нтер — медленная форма галопа[2].
- Плетёнка, прядение — перекрещивающиеся движения передних конечностей[2].
- Рысь — аллюр в два темпа с диагональной последовательностью движений[2]. При выставочной экспертизе движения собаки всегда оцениваются на медленной или быстрой рыси (илл.).
- Ходу́льный шаг — ограниченное движение короткими шагами, на почти прямых ногах. Для большинства пород такая походка является недостатком, но для некоторых — породный признак (чау-чау)[37].
- Шаг — самый медленный аллюр, совершается в четыре темпа[2].

### Хендлинг
- Ринго́вка — разновидность поводка, предназначенного для показа собаки на выставке[2].
- Стойка (выставочная) — поза, в которую устанавливается собака, чтобы наилучшим образом показать её достоинства[37] (илл.).
- Хе́ндлер (выводчик[50]) — человек, представляющий собаку на выставках в экстерьерном ринге, а также на спортивных соревнованиях[2] (илл.).
- Хе́ндлинг — профессиональное выставление собак в экстерьерных рингах, а также подготовка к ним[2].

### Груминг
- Гру́минг — гигиенический уход за собакой, включающий стрижку как гигиеническую, так и выставочную[2].
- Три́мминг — выщипывание шерсти у жесткошёрстных собак для удаления отмерших волос и придания шёрстному покрову определённой формы[2].